# ¿Cuánto cobra una espía?
¿Cuánto cobra una espía? è un film del 1984 diretto da Jesús Franco (come Jess Franco).
Fu girato in Spagna: a Benicasim, nella Provincia di Castellón e a Madrid.
Protagonista del film è il direttore della fotografia Juan Soler.

## Trama
Due sposi senza un quattrino, Juan e Ana, partono su un'automobile scalcagnata per il viaggio di nozze, diretti a Benicasim. Lei è una ragazza estroversa e svagata, lui un uomo timido e silenzioso, compositore di musica elettronica d'avanguardia (già autore di una Sinfonia del silenzio) che porta in viaggio con sé una cassetta con le parti ultimate del suo prossimo capolavoro, intitolato Mariposa 2. Proprio questa cassetta sarà al centro di una vicenda di spionaggio.
Giunti in albergo, infatti, i due sposini trovano una quantità di strani personaggi interessati al loro catorcio, nel cui cruscotto è nascosta la cassetta: un arabo di nome Ahmed, una coppia di fidanzati americani (Carla e Albert) e soprattutto una coppia di esotici blasonati: la contessa sovietica Irina Von Karlstein (tra l'altro baronessa de los Barbados) e il principe italo-argentino Albino Radetti. Tutti sono convinti che Mariposa 2 contenga una formula segretissima.
Mantenendo il controllo della cassetta pur senza rendersi conto del significato di quanto sta succedendo, gli sposi non riescono a consumare il matrimonio. In cambio, stramazzato su una panchina sul lungomare a causa del footing cui la moglie lo costringe, Juan conosce un'atletica modella, Marga, che lo soccorre, lo prende in simpatia e si fa fotografare con lui, scatenando le ire di Ana.
Dal canto suo, d'altronde, la sposina si mostra tutt'altro che insensibile alle attenzione del galante Albino Radetti, con il quale trascorre una notte romantica; proprio mentre il marito è sedotto dalla passionale contessa Von Karlstein, che la stessa notte uccide Ahmed con una pugnalata alla schiena.
Quando finalmente ripartono, con la loro automobilina e naturalmente con Mariposa 2, Juan rivela alla moglie il vero contenuto della cassetta, che contiene le parole pronunciate in punto di morte dall'agente Bloody Mary. Solo a questo punto Ana si rende conto che il marito è un agente segreto e tenta di ribellarsi. Ma Juan, impassibile, dopo averle confessato di lavorare per l'interpol, le punta una rivoltella imponendole di dirigere la vettura verso le rovine di un antico convento.
Ma gli ospiti dell'albergo non demordono e sono già sulle loro tracce. Radetti e la contessa giungono alle rovine dopo aver freddato i due sciocchi fidanzati americani, che pretendevano di recarsi nel luogo fatale in autostop. Ad attendere la coppia aristocratica non è tuttavia Juan, prudentemente nascosto nella macchia insieme alla moglie terrorizzata, bensì la bella Marga armata fino ai denti, che scopriamo essere a sua volta un'ex agente segreta cecoslovacca passata al soldo degli americani. Ma i colpi di scena non sono terminati: quando Radetti si dichiara disposto a passare con la CIA, è freddato dalla rivoltella dall'astuta contessa sovietica che, dopo aver fatto fuori anche Marga, è disarmata da Juan. Per non cadere nelle mani del nemico non le resta che ingoiare una pillola in dotazione alle spie del KGB, che la disintegra all'istante.
Ana ha capito che Juan l'ha usata come copertura. Era tutto finto. O quasi...

## Edizioni DVD
Nel giugno 2007 il film è stato pubblicato in DVD dalla Filmax, in Spagna, nel formato originale 1.85:1.